# Пузыревский, Платон Александрович
Плато́н Алекса́ндрович (Алексе́евич) Пузыре́вский (5 сентября 1830— 7 июня 1871) — русский учёный-геолог, профессор минералогии Санкт-Петербургского университета, статский советник.

## Биография

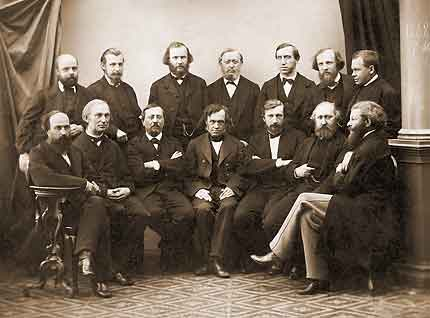
Группа профессоров физико-математического факультета Санкт-Петербургского университета. (П. А. Пузыревский сидит в первом ряду пятый)

В 1853 году окончил физико-математический факультет Санкт-Петербургского университета.
В связи с болезнью, для восстановления здоровья в 1854 году выехал на лечение в Италию, в Неаполь. Во время курортного лечения Пузыревский наблюдал проявления вулканической деятельности Везувия, изучал разнообразие геологического строения окрестностей Неаполя. Эти события определили направление его дальнейшей научной деятельности.
После лечения П. А. Пузыревский два года учился в Фрайбургской горной академии, в которой зимой слушал лекции, а летом совершал ознакомительные поездки по Германии.
После возвращения в Россию в 1857 году П. А. Пузыревский получил степень магистра за сочинение: «О составе канкринита». В следующем году стал приват-доцентом Петербургского университета.
С 1861 года состоял секретарём Императорского минералогического общества. В рамках этой деятельности им был опубликован ряд научных работ, заметок и отчётов.
В 1866 году защитил диссертацию на степень доктора «Очерк геогностических отношений лаврентьевской системы Выборгской губернии», после чего был избран ординарным профессором кафедры минералогии Петербургского университета.
Был инициатором разделения кафедры минералогии на собственно кафедру минералогии и кафедру геогнозии и палеонтологии (затем — кафедру геологии). Последнюю возглавил ученик Пузыревского — А. А. Иностранцев.
Похоронен на Смоленском православном кладбище, там же и сын Нестор.

## Семья
Племянник писателя Нестора Кукольника.
Сын Н. П. Пузыревский (1861—1934) — выдающийся русский учёный-гидротехник, профессор.

## Членство в организациях
- Секретарь Императорского Санкт-Петербургского минералогического общества (1869)